# Grigorij Galicyn
Grigorij Aleksandrowicz Galicyn (ros.: Григорий Александрович Галицын), pseud. A. Obolenski (ur. w 1957 w Rozdilinie na Ukrainie, wówczas ZSRR, zm. 13 listopada 2021) – rosyjski i radziecki fotograf i reżyser filmów erotycznych.